# Shingo Ueno
Pour les articles homonymes, voir Ueno (homonymie).
Shingo Ueno (né le 12 novembre 1973) est un ancien sauteur à ski japonais.

## Palmarès

### Coupe du Monde
- Meilleur classement final: 50e en 2006.
- Meilleur résultat: 13e.